# La Laguna, Mazatlán Villa de Flores
La Laguna är en ort i Mexiko.   Den ligger i kommunen Mazatlán Villa de Flores och delstaten Oaxaca, i den sydöstra delen av landet, 270 km sydost om huvudstaden Mexico City. La Laguna ligger 1 949 meter över havet och antalet invånare är 114.
Terrängen runt La Laguna är bergig åt sydväst, men åt nordost är den kuperad. Runt La Laguna är det ganska tätbefolkat, med 78 invånare per kvadratkilometer. Närmaste större samhälle är Huautla de Jiménez, 15,5 km nordost om La Laguna. Omgivningarna runt La Laguna är en mosaik av jordbruksmark och naturlig växtlighet.